# 야오간 위성
야오간 위성(중국어: 遥感式卫星)은 중국의 정찰위성이다. 2012년 11월 25일 16호가 발사되었다. 야오간 시리즈는 해상도 1 m 이하의 광학위성과 SAR 위성으로 알려져 있다.
2006년 4월 27일 발사된 야오간 1호는 무게 2.7톤, 고도 630 km인 SAR 정찰위성이다. 정찰위성은 4개가 운용될 경우 24시간 마다 동일지점을 정찰할 수 있다. 구름에 가려지지 않아야 한다. 2006년 7월 28일 발사된 한국 정찰위성 아리랑 2호 무게 800 kg 보다 3배 무거우며, 광학이 아니라 레이더라서 구름을 투시한다. 고도는 동일하다.